# Pleolophus sperator
Pleolophus sperator là một loài tò vò trong họ Ichneumonidae.